# Vietnam's Next Top Model (mùa 9)
Vietnam's Next Top Model – Người mẫu Việt Nam 2025 là mùa thứ chín của loạt chương trình truyền hình thực tế Vietnam's Next Top Model được sản xuất bởi Multimedia JSC. Chương trình được phát sóng lúc 20h00 chủ nhật hàng tuần trên kênh VTV9 & kênh Youtube của chương trình, bắt đầu từ ngày 3 tháng 8 năm 2025. 
Sau 8 năm kể từ mùa giải trước, chương trình đã quay trở lại với siêu mẫu Thanh Hằng quay trở lại làm host và cùng với ban giám khảo gồm: nhà thiết kế Đỗ Mạnh Cường cùng hai giám đốc sáng tạo Hà Đỗ và Nam Trung.

## Thông tin chung

### Thể lệ tham dự
Tất cả các thí sinh dự thi chương trình phải đáp ứng các yêu cầu sau:
- Thí sinh phải là công dân Việt Nam hoặc người nước ngoài gốc Việt Nam đủ 18 tuổi.
- Trình độ văn hóa tốt nghiệp trung học phổ thông trở lên.
- Chưa từng đoạt danh hiệu trong bất cứ cuộc thi sắc đẹp hoặc thời trang nào do hội đồng giám khảo xét duyệt mang tầm quốc gia trở lên, chưa từng có tiền án, tiền sự.
- Mùa thi này chỉ có thí sinh nữ.

### Top Model Online 2024 by Philips
Vào năm 2024, chương trình đã mở ra cuộc thi Top Model Online để tìm ra thí sinh đầu tiên sẽ được bước vào cuộc thi. Cuộc thi được diễn ra từ ngày 1 tháng 8 đến ngày 4 tháng 11 năm 2024.
- Từ ngày 1 tháng 8 - 30 tháng 9, các thí sinh dự thi sẽ phải nộp hồ sơ dự thi thông qua trang Facebook chính thức của chương trình
- Từ ngày 1 tháng 10 - 10 tháng 10, chương trình đã ghi nhận hơn 123 hồ sơ đăng kí dự thi và sẽ bước vào vòng 1, khi các khán giả sẽ bình chọn cho thí sinh nào sẽ được bước vào vòng trong của cuộc thi thông qua trang Facebook chính thức của chương trình. Kết quả là 36 thí sinh đã được chọn cho vòng 2.
- Từ ngày 15 tháng 10 -  17 tháng 10, 36 thí sinh may mắn sẽ bước vào vòng 2 tại Thành phố Hồ Chí Minh và được đánh giá bởi ban giám khảo gồm: giám đốc sáng tạo Nam Trung cùng 2 cựu thí sinh Hương Ly & Thùy Dương. Các thí sinh đã đối mặt với những thử thách như chụp hình cá nhân và theo cặp với bàn ủi từ Philips và trình diễn thời trang với những kiểu tóc mới họ sẽ được nhận từ các chuyên gia tạo mẫu của L'Oréal.
- Từ ngày 24 tháng 10 - 4 tháng 11, các khán giả sẽ được xem phần thể hiện của 36 thí sinh và bình chọn cho 1 thí sinh sẽ được bước vào cuộc thi thông qua trang Facebook chính thức của chương trình.

Quán quân của cuộc thi Top Model Online 2024 và thí sinh đầu tiên của mùa giải này là Lại Mai Hoa đến từ Hà Nội.

### Vòng tuyển chọn trực tiếp
- Thương hiệu đồng hành: Nước giặt xả Chanté
- Chủ đề: Sải Bước Thanh Lịch

| Thành phố             | Ngày      | Địa điểm                                       |
| --------------------- | --------- | ---------------------------------------------- |
| Hà Nội                | 14/5/2025 | Trung tâm hội nghị tiệc cưới Trống Đồng Palace |
| Thành phố Hồ Chí Minh | 19/5/2025 | Trung tâm hội nghị tiệc cưới Grand Palace      |

### Giải thưởng
Quán quân của chương trình sẽ nhận được những giải thưởng trị giá như sau:
- Một hợp đồng làm việc độc quyền với công ty quản lý và đào tạo người mẫu BeU Models trong 2 năm
- Được xuất hiện trên trang bìa của tạp chí Harper's Bazaar
- Một hợp đồng làm việc với nước giặt xả Chanté và sẽ được chụp hình quảng cáo tại Paris
- Trở thành gương mặt đại diện cho Tuần lễ Thời trang Quốc tế Việt Nam – Vietnam International Fashion Week Thu Đông 2025
- Tham gia khoá học "Xây dựng và định hình phong cách" của Image Coach
- Giải thưởng tiền mặt trị giá 300 triệu đồng
- Chuyến đi trải nghiệm tại 4 kinh đô thời trang danh giá trên thế giới của New York, Paris, Milan & Luân Đôn

Các thí sinh xuất sắc nhất sẽ có một chuyến trải nghiệm tại Paris.

## Các thí sinh
(Tính theo tuổi khi còn trong cuộc thi)
| Họ và tên thí sinh                 | Tuổi | Chiều cao               | Quê quán        | Bị loại          | Hạng             |
| ---------------------------------- | ---- | ----------------------- | --------------- | ---------------- | ---------------- |
| Trương Thị Huyền Thương            | 30   | 1,71 m (5 ft 7+1⁄2 in)  | Thanh Hóa       | Tập 2            | 15               |
| Phạm Hoài An "Phạm An"             | 21   | 1,71 m (5 ft 7+1⁄2 in)  | TP. Hồ Chí Minh | Tập 3            | 14-13            |
| Trần Tâm Thanh                     | 26   | 1,68 m (5 ft 6 in)      | Lào Cai         | Tập 3            | 14-13            |
| Lê Ngọc Ái Băng                    | 20   | 1,78 m (5 ft 10 in)     | Lâm Đồng        | Vẫn còn tiếp tục | Vẫn còn tiếp tục |
| Trần Thị Ngọc Diệp "Diệp Lục"      | 24   | 1,73 m (5 ft 8 in)      | Ninh Bình       | Vẫn còn tiếp tục | Vẫn còn tiếp tục |
| Đỗ Phùng Hương Giang "Giang Phùng" | 20   | 1,77 m (5 ft 9+1⁄2 in)  | Hà Nội          | Vẫn còn tiếp tục | Vẫn còn tiếp tục |
| Ngô Thị Hằng "Hằng Ngô"            | 21   | 1,75 m (5 ft 9 in)      | Quảng Trị       | Vẫn còn tiếp tục | Vẫn còn tiếp tục |
| Lại Mai Hoa                        | 20   | 1,84 m (6 ft 1⁄2 in)    | Hà Nội          | Vẫn còn tiếp tục | Vẫn còn tiếp tục |
| Lê Mi Lan                          | 22   | 1,78 m (5 ft 10 in)     | Đắk Lắk         | Vẫn còn tiếp tục | Vẫn còn tiếp tục |
| Trương Thị Tuyết Mai               | 26   | 1,78 m (5 ft 10 in)     | TP. Hồ Chí Minh | Vẫn còn tiếp tục | Vẫn còn tiếp tục |
| Lê Minh Trà My                     | 19   | 1,68 m (5 ft 6 in)      | Hà Nội          | Vẫn còn tiếp tục | Vẫn còn tiếp tục |
| Vũ Mỹ Ngân                         | 26   | 1,82 m (5 ft 11+1⁄2 in) | Quảng Ninh      | Vẫn còn tiếp tục | Vẫn còn tiếp tục |
| Lê Thị Bảo Ngọc                    | 20   | 1,78 m (5 ft 10 in)     | Đồng Tháp       | Vẫn còn tiếp tục | Vẫn còn tiếp tục |
| Dương Kim Thanh                    | 23   | 1,77 m (5 ft 9+1⁄2 in)  | TP. Hồ Chí Minh | Vẫn còn tiếp tục | Vẫn còn tiếp tục |
| Đỗ Thu Uyên "Uyên Đỗ"              | 28   | 1,71 m (5 ft 7+1⁄2 in)  | Đà Nẵng         | Vẫn còn tiếp tục | Vẫn còn tiếp tục |

## Thứ tự gọi tên
| 1  | Bảo Ngọc     | Phạm An      | Giang Phùng       |  |  |  |  |  |  |  |  |  |
| 2  | Phạm An      | Ái Băng      | Tuyết Mai         |  |  |  |  |  |  |  |  |  |
| 3  | Huyền Thương | Giang Phùng  | Mỹ Ngân           |  |  |  |  |  |  |  |  |  |
| 4  | Tâm Thanh    | Tuyết Mai    | Mai Hoa           |  |  |  |  |  |  |  |  |  |
| 5  | Hằng Ngô     | Trà My       | Trà My            |  |  |  |  |  |  |  |  |  |
| 6  | Mai Hoa      | Kim Thanh    | Mi Lan            |  |  |  |  |  |  |  |  |  |
| 7  | Kim Thanh    | Mỹ Ngân      | Diệp Lục          |  |  |  |  |  |  |  |  |  |
| 8  | Tuyết Mai    | Bảo Ngọc     | Bảo Ngọc          |  |  |  |  |  |  |  |  |  |
| 9  | Uyên Đỗ      | Tâm Thanh    | Kim Thanh         |  |  |  |  |  |  |  |  |  |
| 10 | Ái Băng      | Diệp Lục     | Hằng Ngô          |  |  |  |  |  |  |  |  |  |
| 11 | Trà My       | Uyên Đỗ      | Uyên Đỗ           |  |  |  |  |  |  |  |  |  |
| 12 | Giang Phùng  | Mai Hoa      | Ái Băng           |  |  |  |  |  |  |  |  |  |
| 13 | Mi Lan       | Hằng Ngô     | Tâm Thanh Phạm An |  |  |  |  |  |  |  |  |  |
| 14 | Diệp Lục     | Mi Lan       | Tâm Thanh Phạm An |  |  |  |  |  |  |  |  |  |
| 15 | Mỹ Ngân      | Huyền Thương |                   |  |  |  |  |  |  |  |  |  |

     Thí sinh ban đầu bị loại nhưng được an toàn
     Thí sinh bị loại
     Thí sinh bị loại trước khi bước vào buổi đánh giá
     Thí sinh giành chiến thắng chung cuộc